# Maria Volkonskaja
Maria Nikolajevna Volkonskaja (ryska: Мария Николаевна Волконская), född 25 december 1805, död 10 augusti 1863, var en rysk furstinna. Hon var dotter till Nikolaj Rajevskij och gift med Sergej Volkonskij.
Volkonskaja följde frivilligt sin make till Sibirien 1826, där hon vistades i 29 år. Hennes memoarer, Zapiski, utgavs av hennes son Sergej 1904 (tysk översättning 1906). Hennes karaktär hyllades av Nikolaj Nekrasov.
Asteroiden 3703 Volkonskaya är uppkallad efter henne.